# Estadio Metropolitano (métro de Madrid)
Estadio Metropolitano est une station de la ligne 7 du métro de Madrid, en Espagne. Elle est établie sous l'avenue d'Arcentales, près du stade Cívitas Metropolitano, dans le quartier de Rosas, de l'arrondissement de San Blas-Canillejas.

## Situation sur le réseau
La station se situe entre Las Musas à l'ouest, en direction de  Pitis, et 
Barrio del Puerto au sud-est, sur le MetroEste en direction de Hospital del Henares. Dernière station de la ligne 7 située en zone tarifaire A et terminus des rames en provenance de Pitis, elle est l'une des plus vastes du réseau madrilène avec des quais de 160 m de longueur et quatre voies, où s'effectue le transbordement des voyageurs avec la deuxième section de la ligne, appelée MetroEste, située en zone B1.

## Histoire
La station est mise en service le 5 mai 2007, lors de l'ouverture du prolongement de la ligne 7 MetroEste jusqu'à Henares. Appelée initialement Estadio Olímpico, elle prend son nom actuel le 26 juin 2017.

## Services aux voyageurs

### Accès et accueil
La station possède deux accès équipés d'escaliers, d'escaliers mécaniques et d'ascenseurs. L'un se trouve sous le stade et le second de l'autre côté de l'avenue d'Arcentales au sud sur la rue de Stockholm, sous la forme d'un édicule entièrement vitré.

Installations accès
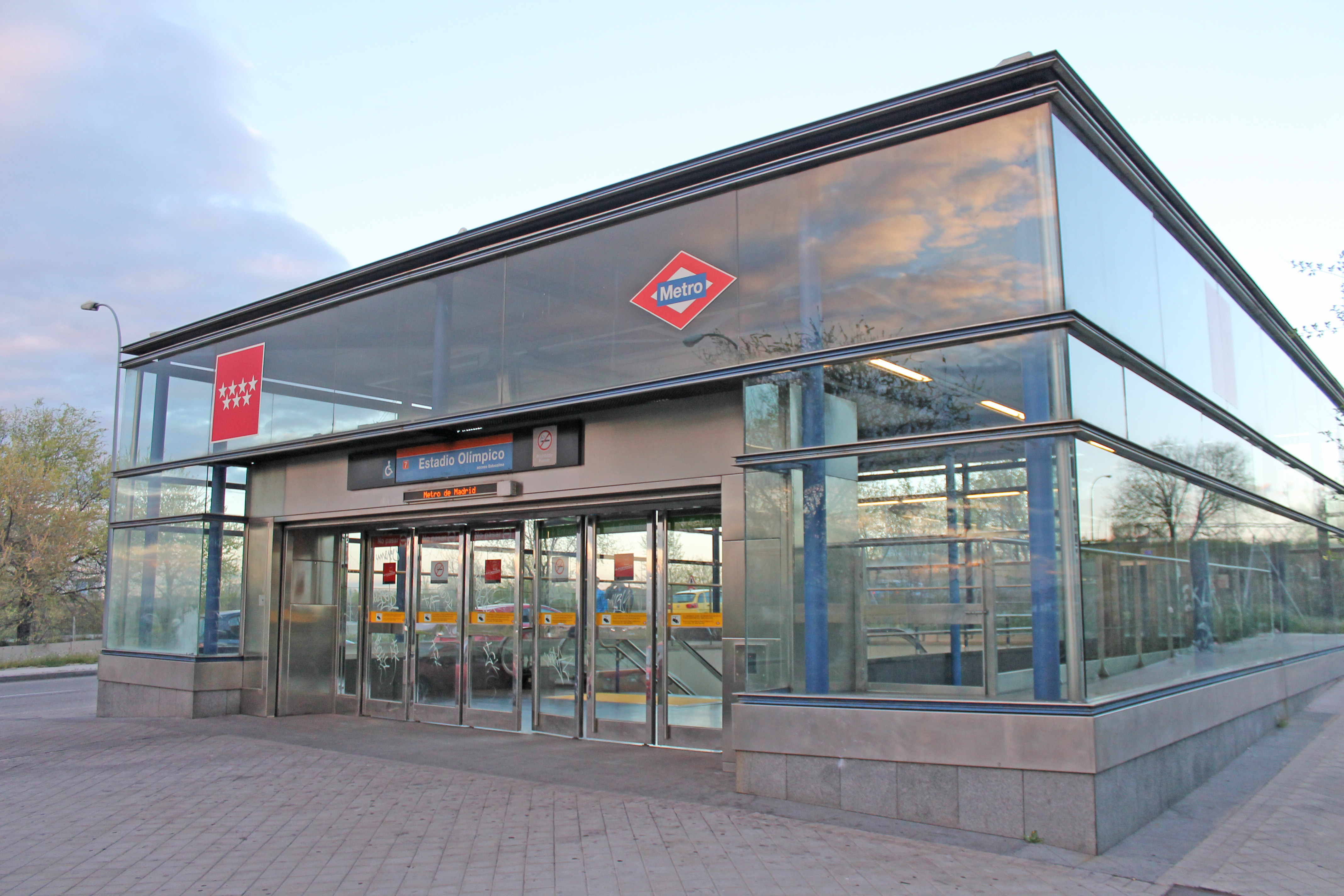
Accès rue de Stockholm.
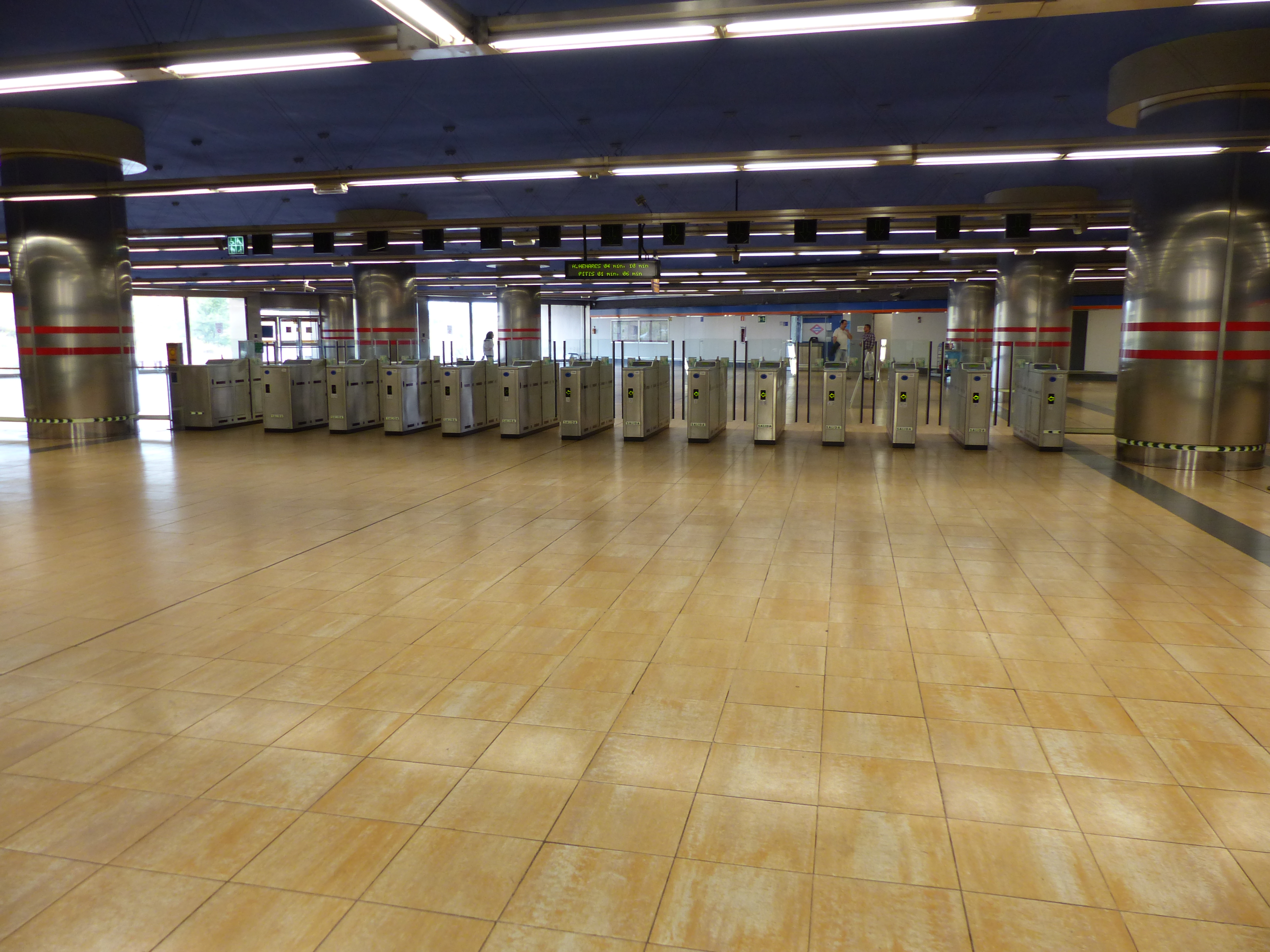

### Desserte

Installations et desserte
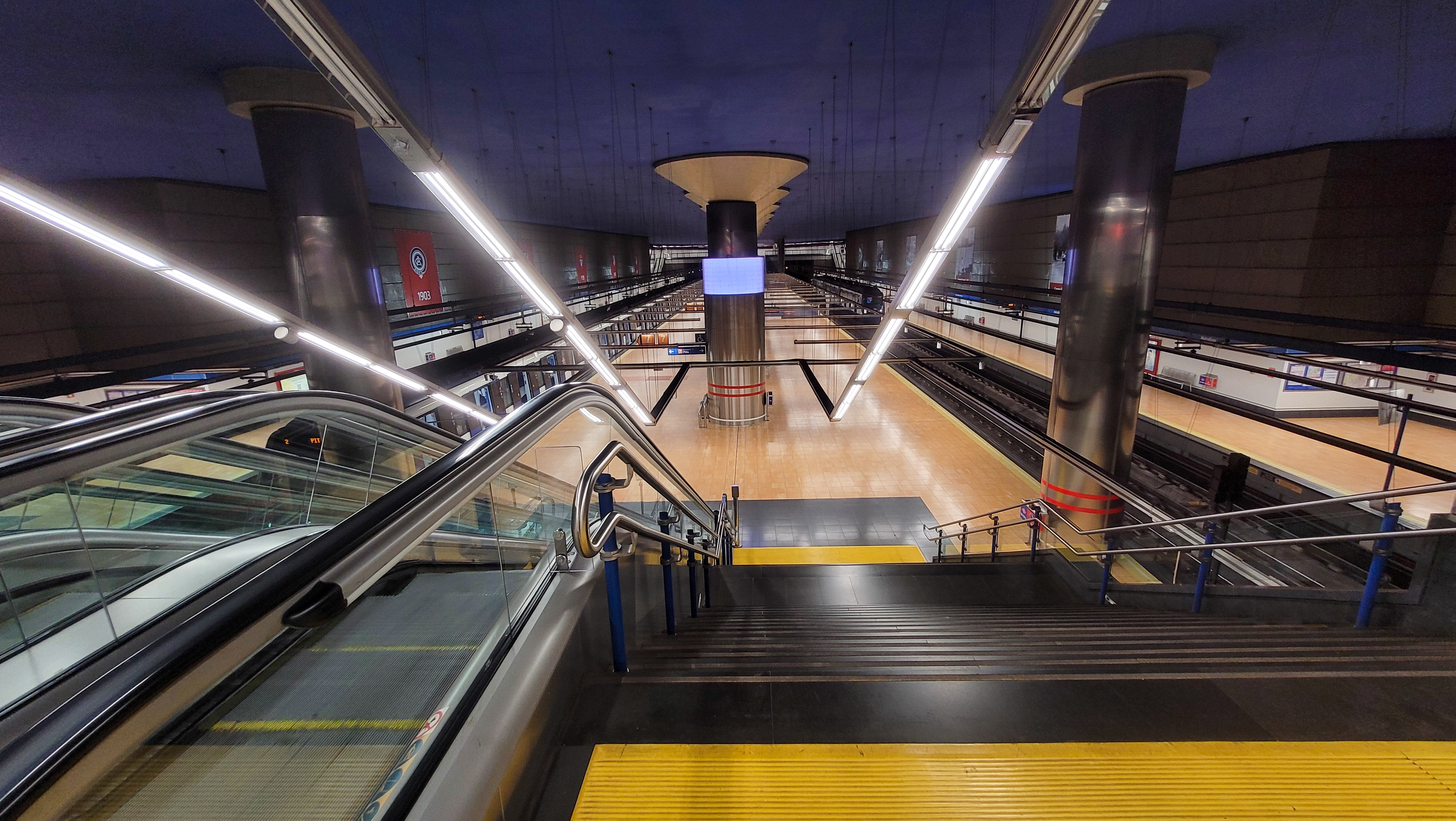
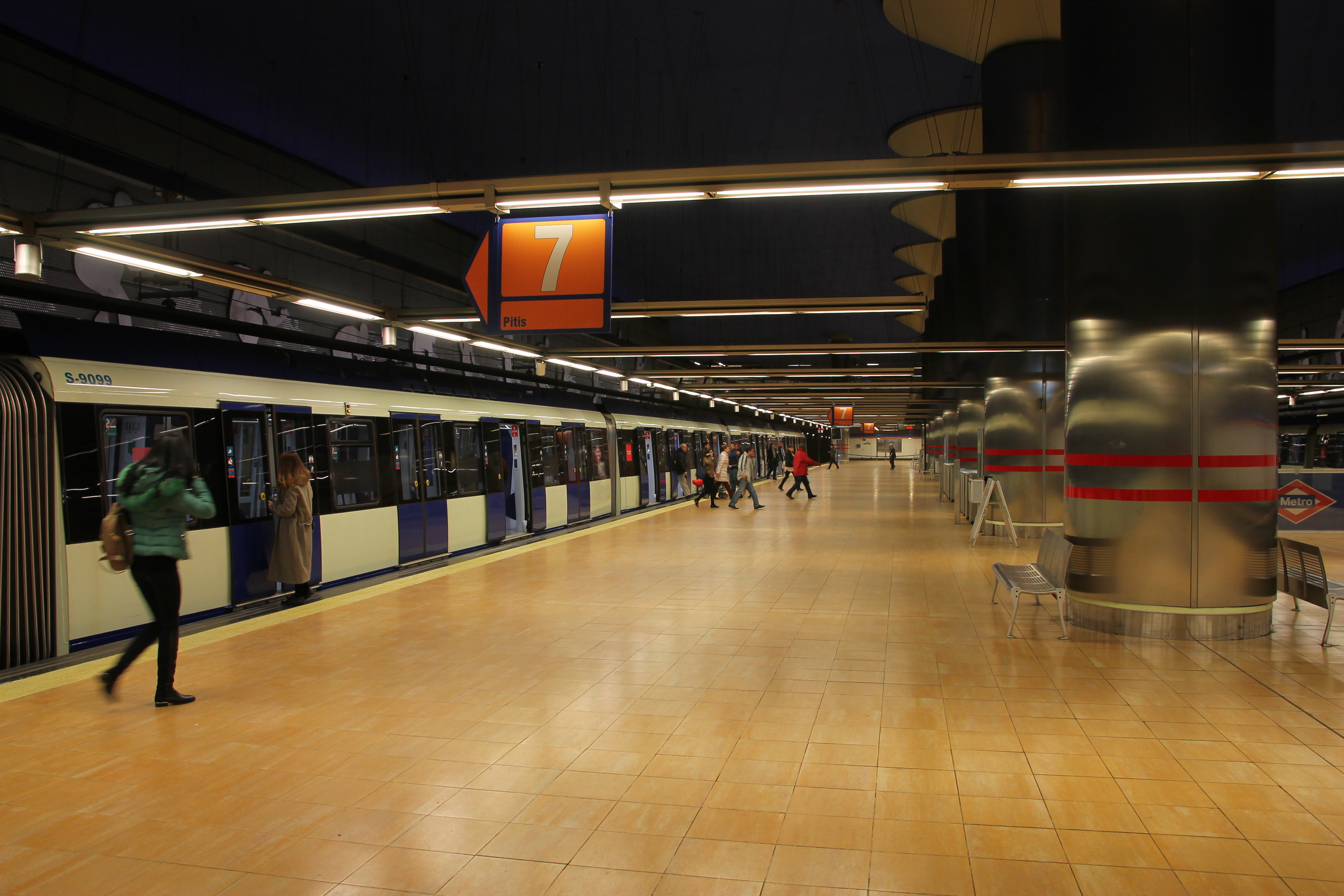
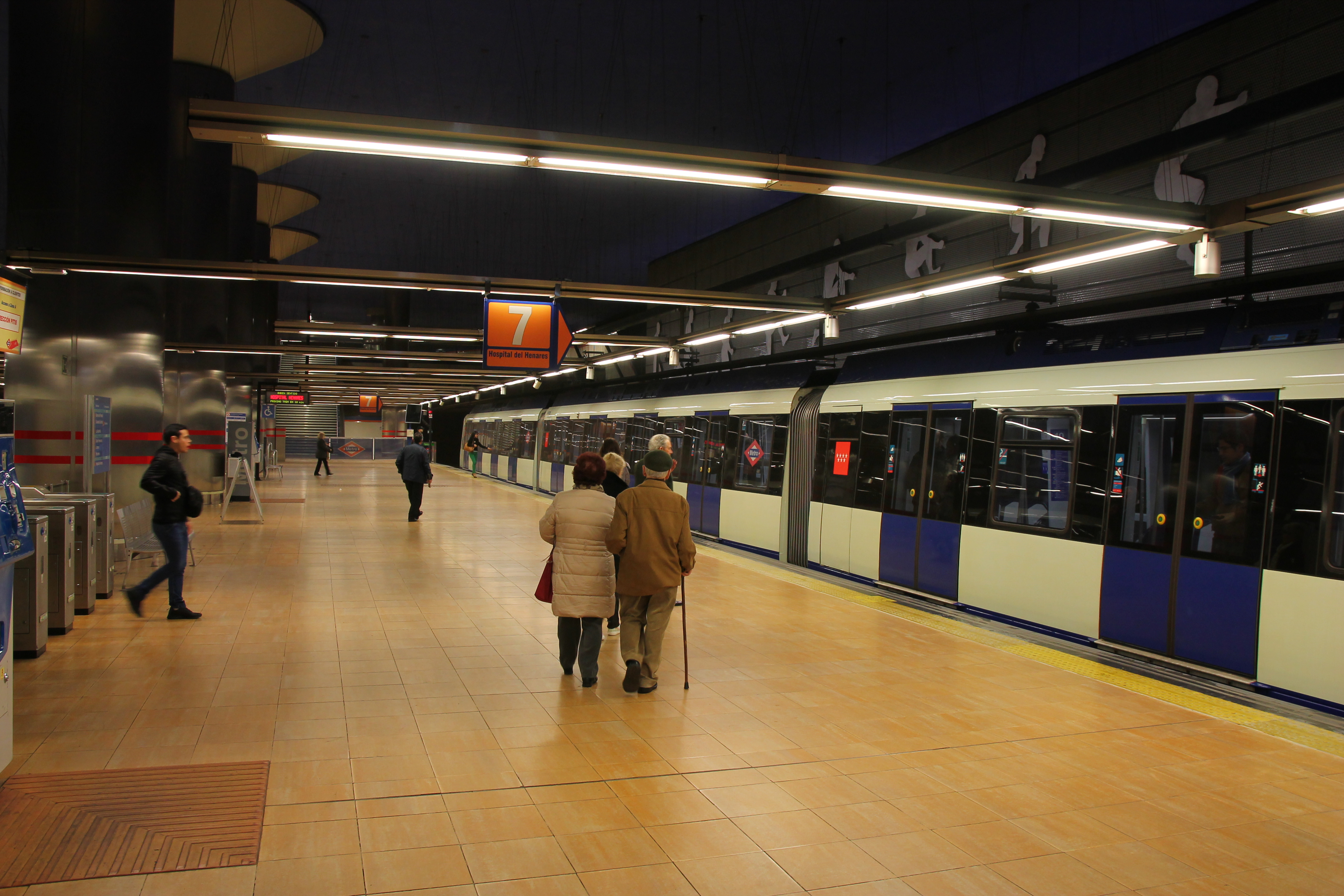

### Intermodalité
La station est en correspondance avec les lignes d'autobus interurbains n°286, 288 et 289 en direction de Coslada et San Fernando de Henares, gérées par l'opérateur ETASA.